# Фонд Ле Корбюзье
Фонд Ле Корбюзье (фр. Fondation Le Corbusier) — фонд, музей и архив, учреждённый в честь архитектора Ле Корбюзье (1887—1965). 
Фонд включает здание Виллы Ла Рош в Париже; квартиру, где Ле Корбюзье проживал с 1933 года по 1965 год на улице Нюнжесе э Коли (фр. rue Nungesser-et-Coli), и Виллу Ле Лак (фр. Villa Le Lac), построенную для его родителей в Корсо (англ. Corseaux) на берегу Женевского озера в 1924 году.
В 2002 году Фонд Ле Корбюзье и Министерство культуры Франции выдвинули инициативу внести произведения Ле Корбюзье в список памятников наследия ЮНЕСКО. Фонд учреждает награды.